# シムシティ ソサエティーズ
『シムシティ ソサエティーズ』（SimCity Societies）は、2007年にエレクトロニック・アーツから発売された都市経営シミュレーションゲーム。シムシティシリーズの一作。

## 概要
開発はTilted Mill Entertainment。ほぼ完全に3D化されている。「ソーシャルエナジー」と呼ばれる指標が追加され都市だけではなく文化や環境、社会的行動を育てることができる。また、イギリスのエネルギー関連企業BPと提携することで環境を悪化させると地球温暖化が起きるという要素が盛り込まれた。
ソサエティーズの開発にウィル・ライトやマクシスは参加しておらず、そのためか『4』とはかなり趣の違う作品で、どちらかというと『シムタウン』を髣髴させる。また『4』と比べて大幅に簡略化されている部分が多く、その分初心者でもプレイしやすくなっている。